# Charles Boone
Charles Boone fue un deportista belga que compitió en remo. Ganó tres medallas en el Campeonato Europeo de Remo entre los años 1899 y 1901.

## Palmarés internacional
| Campeonato Europeo | Campeonato Europeo | Campeonato Europeo | Campeonato Europeo |
| Año                | Lugar              | Medalla            | Prueba             |
| ------------------ | ------------------ | ------------------ | ------------------ |
| 1899               | Ostende (Bélgica)  | Medalla de oro     | Doble scull        |
| 1900               | París (Francia)    | Medalla de plata   | Doble scull        |
| 1901               | Zúrich (Suiza)     | Medalla de oro     | Ocho con timonel   |